# خورشیدگرفتگی ۱۲ نوامبر ۱۹۸۵
خورشیدگرفتگی ۱۲ نوامبر ۱۹۸۵ (به انگلیسی: Solar eclipse of November 12, 1985) یک خورشیدگرفتگی از نوع خورشیدگرفتگی کامل است. این خورشیدگرفتگی در تاریخ ۱۲ نوامبر ۱۹۸۵ میلادی (‎۲۱ آبان ۱۳۶۴ خورشیدی) روی داد که زمان اوج آن، ساعت ۱۴:۱۱:۲۷ به‌وقت ساعت هماهنگ جهانی بوده‌است. مدت زمان و طول این خورشیدگرفتگی ۱ دقیقه و ۵۹ ثانیه بود.